# Die Fälle des Herrn Konstantin
Die Fälle des Herrn Konstantin  è una serie televisiva tedesca  prodotta dal 1974 al 1977 da Westdeutscher Rundfunk (WDR) e da Westdeutsches Werbefernsehen (WWF)  e trasmessa dalle reti regionali dell'ARD. Protagonista, nel ruolo del Signor Konstantin, è l'attore Manfred Heidmann; altri interpreti principali sono Jürgen Feindt e Klaus Löwitsch.
La serie, trasmessa in prima visione dall'emittente Westdeutscher Rundfunk (WDR), si compone 2 stagioni per un totale di 26 episodi (14 per la prima stagione e 12 per la seconda), della durata di 50 minuti ciascuno. Il primo episodio, intitolato Der gusseiserne Buddha, fu trasmesso in prima visione 2 maggio 1974; l'ultimo, intitolato Der Strohmann e in due parti il 14 febbraio 1977.

## Trama
Protagonista delle vicende è il Signor Konstantin, appassionato nella soluzione di casi di spionaggio. Nelle indagini, lo affiancano i suoi collaboratori Bremer e Brenig.

## Episodi
| Stagione         | Puntate | Prima TV Germania | Prima TV Italia |
| ---------------- | ------- | ----------------- | --------------- |
| Prima stagione   | 14      | 1974              | inedita         |
| Seconda stagione | 12      | 1977              | inedita         |